# Lyodura
Lyodura war ein in der Neurochirurgie verwendetes Medizinprodukt der B. Braun Melsungen AG, welches die Creutzfeldt-Jakob-Krankheit (CJK bzw. CJD) übertragen kann; das Infektionsrisiko lag in Japan bei etwa 0,04 % (ein Erkrankter bei 2268 Anwendungen) und in Australien bei etwa 0,25 % (fünf Erkrankte bei 2208–2478 Anwendungen). Es kam 1969 auf den Markt; nach erfolgloser Änderung des Herstellungsprozesses beendete B. Braun 1996 die Produktion.
Das Produkt wurde als einfaches und effizientes Pflaster bei Operationen am Gehirn verwendet. Es bestand aus einem Stück gefriergetrockneten Gewebes, das über einen längeren Zeitraum gelagert werden konnte und durch Einweichen in Wasser gebrauchsfertig wurde.
Das Rohmaterial für Lyodura war die Hirnhaut menschlicher Leichen. Diese wurde üblicherweise bei Autopsien gesammelt und dann an die Hersteller verkauft. Nachdem einige neurologische Erkrankungen mit dem Gebrauch von Lyodura in Verbindung gebracht wurden, kam es zu einer Untersuchung, welche schließlich herausfand, dass das Spendergewebe über den Schwarzmarkt erworben wurde. Das für die Autopsien zuständige Personal entfernte demnach die Hirnhaut von Toten, ohne dass die Angehörigen davon wussten, um es anschließend in großen Mengen an die B. Braun Melsungen AG zu verkaufen. Durch diesen Beschaffungsweg gab es auch keine Patientenakten zu dem Spendermaterial.
Große Mengen des Spendergewebes wurden zusammen unter Hitzeeinwirkung sterilisiert, anschließend gefriergetrocknet und dann für den Verkauf verpackt. Die Hersteller waren überzeugt, dass dieser Sterilisationsvorgang ausreichte, weshalb eine Kreuzkontamination innerhalb der Geräte ausgeschlossen wurde. Später wurde bekannt, dass durch diesen Prozess fast alle Lyodura-Produkte Spuren von Creutzfeld-Jakob enthielten.
In Kanada machte eine preisgekrönte Dokumentation auf die Missstände aufmerksam. Demnach gab es in Japan seit Einführung von Lyodura mehr als 70 mit Creutzfeldt-Jakob in Verbindung gebrachte Todesfälle. Eine Studie aus dem Jahr 2004 listete insgesamt 120 Fälle, bei denen die CJK nach der Anwendung von Lyodura aufgetreten war.
Im Jahr 2002 vereinbarte B. Braun Melsungen mit den japanischen Gesundheitsbehörden die Zahlung einer Entschädigung an die Familien der Opfer in Höhe von jeweils über 600.000 US-Dollar.